# Believe the Light
「Believe the Light」（ビリーブ・ザ・ライト）は、日本のロックバンド、TRICERATOPSの14thシングル。TRICERATOPS with LISA名義でリリース。2001年7月4日 、エピックレコードジャパンよりリリース。 

## 内容
- シングルとしては前作から8ヶ月ぶりのリリースとなった。
- m-floの女性メンバーでヴォーカルを担当するLISAとコラボレーションした、彼らとしては珍しいファンクナンバーとなった。
- タイトル曲にはホーンセクションで東京スカパラダイスオーケストラが参加した。
- 初回生産分のみステッカー封入。
- なお、本作がエピックレコードジャパンよりリリースされた最後のシングルとなった。

## 収録曲
1. Believe the Light (5:27)
（作詞：LISA、和田唱　作曲：和田唱　編曲：TRICERATOPS）
2. I Can't Tell You Anymore (4:49)
（作詞・作曲：和田唱　編曲：TRICERATOPS）